# Ali Bouamria
Ali Bouamria est un footballeur algérien né le 1er octobre 1983 à Bouira. Il évoluait au poste de défenseur à l'IB Lakhdaria.

## Biographie
Ali Bouamria évolue en Division 1 avec les clubs du MO Béjaïa et de l'ASM Oran.
Il dispute 43 matchs en première division algérienne entre 2013 et 2015, inscrivant deux buts.

## Palmarès
- Vice-champion d'Algérie en 2015 avec le MO Béjaïa.